# Centro Direzionale Beni Stabili Taranto
Il Centro Direzionale Beni Stabili Taranto, detto anche Centro Direzionale BESTAT è un centro direzionale e residenziale di Taranto.
Il complesso fu ideato dall'architetto Luigi Piccinnato con la collaborazione dall'architetto Vera Consoli, che si ispirarono a La Défense di Parigi. La costruzione dell'intera opera con l'ultimazione dell'edificio più alto avvenne tra gli anni 1972-1977. Gli edifici che lo costituiscono sono disposti in maniera speculare secondo un irregolare ovale immaginario, racchiudendo all'interno la Piazza Dante Alighieri che sovrasta un sottopasso per autoveicoli lungo la via omonima.

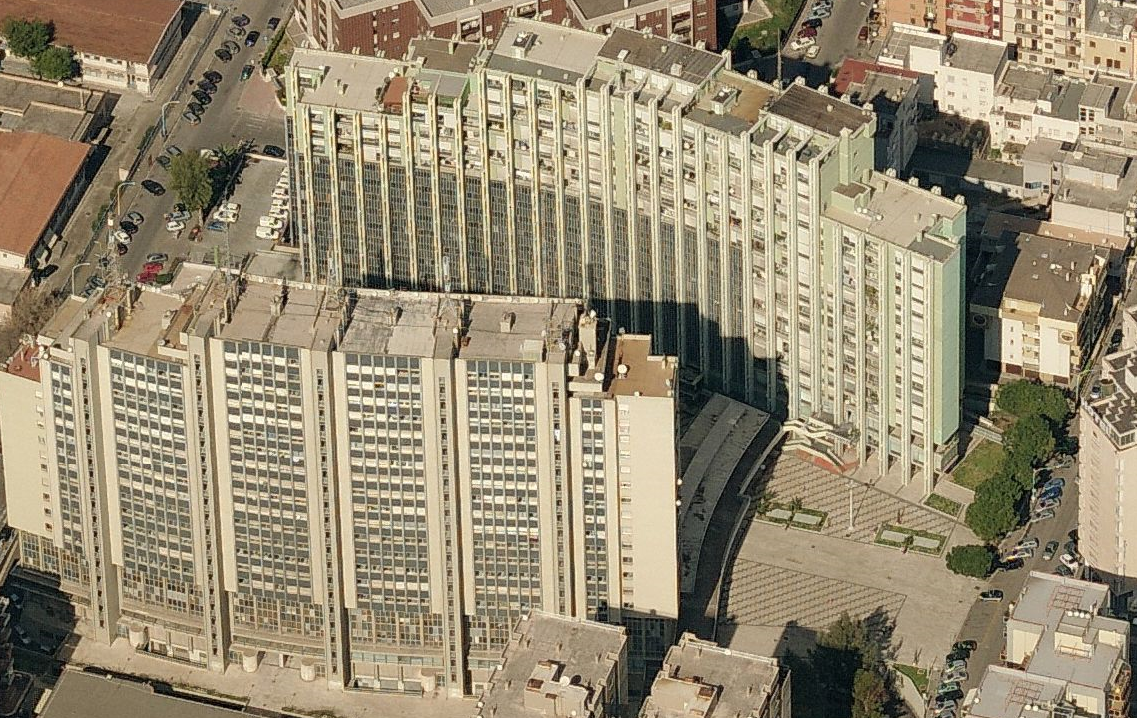
Centro direzionale visto dall'alto

Il grattacielo più alto del complesso (torre A), con i suoi 85 metri (105 con l'antenna) e 21 piani, è il palazzo più alto della città, e fu realizzato interamente in calcestruzzo armato posteriormente con tampagnature esterne di colore blu intervallate da finti pilastri in alluminio anodizzato, mentre sul fronte o facciata sovrastante la piazza con semplici balconi dotati di fioriere. Il prospiciente secondo grattacielo di 18 piani (la torre B), si presenta con una struttura esterna in cemento armato a faccia vista a doppio pilastro, una struttura lo rende visivamente più dinamico e slanciato, proteso verso l'alto. La piazza centrale è pavimentata in travertino romano, recentemente restaurata.
Nella struttura si insediarono le prime emittenti radio-televisive cittadine: Radio Taranto Stereo, Radio Taranto Centrale, Radio Taranto International e Tele Taranto Color. Grazie alle antenne poste alla sommità, veniva consentito l'ascolto e la visione dei programmi a tutta la provincia, senza l'ausilio di ripetitori.  Inoltre era presente la sede moderna del Corriere del Giorno di Puglia e Lucania.    
Tra gli uffici pubblici presenti nel complesso, vi si possono trovare la direzione Patrimonio, l'Ufficio elettorale, il servizio di stato civile e Ufficio Stranieri Comunitari ed Extracomunitari del Comune di Taranto, la sede provinciale della UIL, Ufficio INAIL provinciale e il comando provinciale della guardia forestale. È presente, inoltre, la biblioteca civica Domenico Acclavio, il cui patrimonio librario comprende oltre centosessantamila volumi, collezione arricchita da quattro incunaboli, testi risalenti al XVI-XVII-XVIII secolo e da alcune opere autografe di Salvatore Quasimodo.

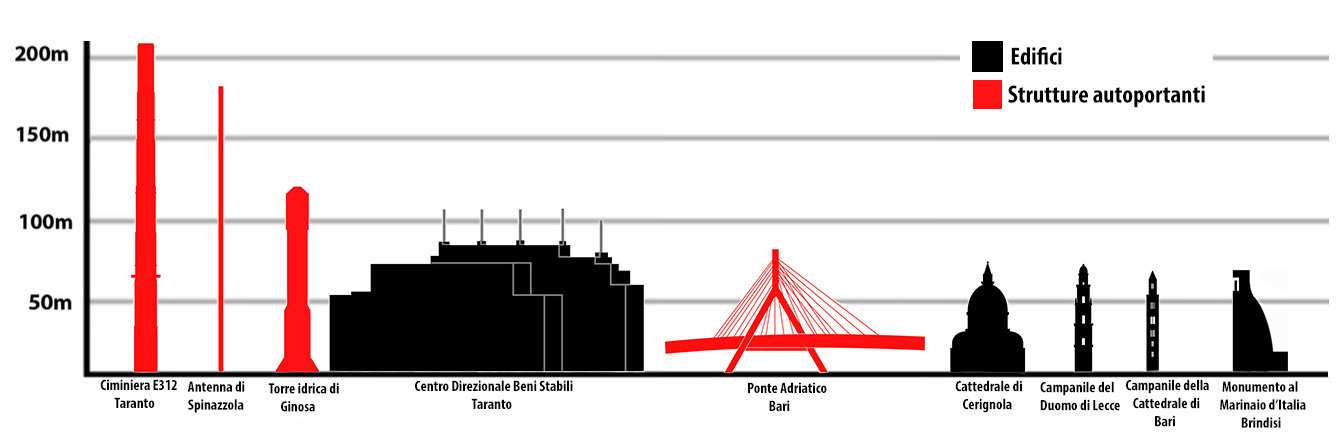
Confronto tra gli edifici più alti della Puglia